# Геноцид у Бурундију
Од добијања независности Бурундија 1962, тамо су се десила два догађаја која су названа геноцидом. Ти догађаји су били: 1972. масовна убиства Хутуа од стране Тутса, и 1993. убиства Тутсија од стране Хутуа који је признат као геноцид у коначном извештају међународне комисије за испитивање у Бурундију представљеном Савету безбедности Уједињених нација 2002.

## Историја Бурундија
Становништво у Бурундију између 1960. и 1970. су представљали Хути 80%, којима је владала Тутска мањина. Бурунди је добио независност 1962, а у мају 1965. се одржавају први парламентарни избори. Очекивано Хуту кандидати су освојили победу заузевши 23 места од укупно 33. Уместо Хуту премијера који је требало да буде постављен на дужности, краљ поставља једног свог пријатеља, Тутса. Дана 18. октобра 1965. Хути, незадовољни оваквом краљевом одлуком извршавају пуч. Краљ је напустио земљу, и никад се није вратио, али пуч је пропао.

## Мај—јул 1972.
27. априла 1972, побуњеници предвођени од стране Хуту чланова жандармерије отварају ватру на несеља Румонге и Њанза-Лак. Бројне грешке су саопштили очевици, а наоружани Хуту побуњеници су наставили да убијају Тутсе и умерене Хутуе на које су наишли. Према проценама током ове Хуту побуне, негде ооко 20.000 до 30.000 људи је убијено. Председник Мишел Микомберо (Тутс) објављује војни закон и систематско убијање Хуту народа. Почетна фаза геноцида је била чисто оркестритана, са листама мета које су укључивали Хуту образоване људе, елиту и војне вође. На крају су Тутси преузели потпуну власт у земљи и по њиховим проценама убијено је око 15.000 Хутуа док по Хутуима тај број се креће и до 300.000 жртава. Данас према конзервативним мерењима убијено је између 50.000 и 100.000 људи за само 3 месеца. Преко 500.000 хиљада је напустило земљу и отишло у суседне земље Заир, Руанду и Танзанију.

## 1993.
1993. бурундансака партија Фронт за демократију Бурундија, ФРОДЕБУ, и њихов председнички кандидат Ндадаје остварују победу и формирају прву Хуту владу у Бурундију. 21. октобра 1993. председник Ндадаје је убијен у време грађанског рата. Хуту вође, већином из ФРОДЕБУ-а, одговарају насиљем на атентат и према проценама убијено је око 400.000 Тутса. Покушавајући да врате ред, чланови бурунданске армије и невини Хутуи који нису учествовали у масовним убиствима, убијају починиоце злочина. Данас, масовна убиства Тутса из 1993. су као геноцид признале само Уједињене нације.

## Руанданска веза
Геноцид из 1972. је остала црна мрља у колективном сећању Хуту народа и у Бурундију и у суседним земљама. На десетине хиљада цивила је напустило земљу и пребегло у суседну Руанду. Ти догађаји су изазвали радикалне реакције Хуту популације у Руанди који су побегли од Руанданског патриотског фронта, што је партија Тутса. Хутуи чине геноцид у Руанди, а према проценама убијено је између 800.000 и 1.000.000 људи.